# Motywacja prewencyjna
Motywacja prewencyjna – postać motywacji zorientowana na unikanie stanów awersyjnych. Jej przeciwieństwem jest motywacja promocyjna zorientowana na dążenie do stanów pożądanych. Rozróżnienie tych stanów motywacyjnych do współczesnej psychologii wprowadził E. Tory Higgins.